# Bikini Atoll
I Bikini Atoll sono stati un gruppo musicale alternative rock inglese guidato dal leader Joe Gideon (voce e chitarra). Il suono della band era ispirato a quello di gruppi come Sonic Youth e Velvet Underground. Il nome del gruppo venne scelto dal noto atollo del Pacifico, utilizzato dagli americani nel secondo dopoguerra per testare le nuove armi nucleari all'idrogeno.

## Storia del gruppo
Il gruppo si formò a Londra a fine anni novanta, composto da Joe Gideon (pseudonimo di Gideon Joel Seifert), sua sorella Viva, il batterista di origini tedesche Ché Albrighton e il danese Bastian Juel. Dopo una gavetta di qualche anno nel circuito alternativo londinese vennero notati dal produttore irlandese Rob Kirwan con cui registrarono le tracce per l'album d'esordio Moratoria a fine 2002. L'anno seguente firmarono un contratto con l'etichetta Bella Union Records (di cui facevano parte anche Dirty Three, Lift To Experience, The Dears, Robin Guthrie) che nel febbraio 2004 pubblicò Moratoria.
Nel settembre 2004 il gruppo partì per Chicago per registrare il secondo album, Liar's Exit negli studi di Steve Albini, che fu anche produttore del disco. Il disco uscì l'anno seguente sempre per la Bella Union, e fu seguito da un tour negli USA e in Europa.
I Bikini Atoll si sciolsero nell'ottobre del 2006; i fratelli Seifert fondarono il gruppo Joe Gideon & The Shark, Albrighton si unì ai gruppi Audioporn e Lynch Rider Lulu, mentre Bastian Juel ha più recentemente effettuato una tournée con Heather Nova.

## Formazione
- Joe Gideon - voce, basso, chitarra
- Viva Seifert - tastiere, chitarra
- Bastian Juel - basso, chitarra
- Ché Albrighton - batteria

## Discografia
- 2004 - Moratoria
- 2005 - Liar's Exit